# Bohaskaia
Bohaskaia — вимерлий рід китоподібних, схожих на білугу, відомий з раннього пліоцену у Віргінії та Північній Кароліні, США. Вперше його назвали Хорхе Велес-Жуарбе та Ніколас Д. Пієнсон у 2012 році, а типовим видом є Bohaskaia monodontoides.